# Esther Freud
Esther Freud (Londra, 2 maggio 1963) è una scrittrice britannica,  pronipote di Sigmund Freud e figlia di Lucian Freud.

## Biografia
Nata a Londra dal pittore Lucian Freud e da Bernadine Coverley, è la pronipote di Sigmund Freud, in quanto Lucian Freud è figlio del figlio di Sigmund Freud, Ernst Freud, architetto. Ha vissuto nella campagna inglese, viaggiando spesso con sua madre. Tornata a Londra a 16 anni per frequentare una scuola di recitazione, The Drama Centre, inizialmente ha svolto l'attività di attrice. In questo periodo ha iniziato a frequentare suo padre, spesso posando per lui. Dal rapporto con il padre sono nati i suoi romanzi. 
Esther Freud non è particolarmente interessata alla psicoanalisi, essendo più interessata alla dimensione storico genealogica della sua famiglia.
Ha esordito con il romanzo autobiografico Marrakech (Hideous Kinky), pubblicato nel 1992, da cui nel 1998 è stato tratto il film Ideus Kinky - Un treno per Marrakech. Nel 1993 la rivista Granta l'ha inserita nella lista dei venti migliori giovani romanzieri inglesi.
Ha una sorella stilista, Bella Freud, ed è stata sposata con l'attore David Morrissey, dal quale ha avuto tre figli.

## Opere
- Marrakech (Hideous Kinky, 1992) (Voland, 2011, ISBN 9788862430920)
- Peerless Flats (1993)
- Gaglow (1997)
- The Wild (2000)
- The Sea House (2003)
- Innamoramenti (Love Falls, 2007) (Voland, 2007, ISBN 9788862430418)
- Lucky Break (2010)
- Mr Mac and Me (2014)
- I Couldn't Love You More (2021)